# 19. podporna brigada (ZDA)
19. podporna brigada (izvirno angleško 19th Support Brigade) je bila podporna brigada Kopenske vojske Združenih držav Amerike.

## Zgodovina
Brigada je bila leta 1978 preoblikovana v 19. podporno poveljstvo.